# Thalmannita
Thalmannita es un género de foraminífero bentónico de la subfamilia Cuvillierininae, de la familia Rotaliidae, de la superfamilia Rotalioidea, del suborden Rotaliina y del orden Rotaliida. Su especie tipo es Rotalia madrugaensis. Su rango cronoestratigráfico abarca desde el Paleoceno hasta el Oligoceno.

## Clasificación
Thalmannita incluye a las siguientes especies:
- Thalmannita adanakurchchensis †
- Thalmannita aquitanica †
- Thalmannita coronata †
- Thalmannita gowdai †
- Thalmannita madrugaensis †
- Thalmannita niniyurensis †
- Thalmannita sastryi †